# Henke-Sass, Wolf
Die Henke-Sass, Wolf GmbH ist ein Medizintechnikunternehmen im Bereich der Endoskopie mit Sitz im baden-württembergischen Tuttlingen. Das Unternehmen ist nach eigenen Angaben der weltweit technologisch führende OEM-Hersteller bei starren Endoskopen. Außerdem stellt das Unternehmen zahnmedizinische Produkte sowie eine große Bandbreite an veterinärmedizinischen Produkten her. Es beschäftigt weltweit etwa 1500 Mitarbeiter. Der Exportanteil liegt bei 80 Prozent.

## Geschichte
Am 15. August 1921 wurde die Firma Henke von Georg Andreas Henke gegründet. Seine ersten Produkte, Injektionsspritzen, fertigte Henke in einem Keller in der Gerberstraße 13 in Tuttlingen. 1932 hatte das Unternehmen etwa 50 Beschäftigte. Im Jahr 1938 stieg die Firma Henke zudem in die Produktion von Kanülen ein. 1956 entwickelte die Firma Henke den kalibrierten und daher austauschbaren Glaszylinder für Spritzen. In der Wirtschaftswunderzeit stellte das Unternehmen außerdem Hörgeräte her. Angeregt vom Erfolg der Firma DUAL wurden ab 1961 Plattenspieler und -wechsler mit und ohne eingebautem Verstärker unter dem Handelsnamen „Phonocord“ gefertigt. Dieser Firmenzweig wurde 1965 an das ehemalige Gerätewerk Lahr verkauft. 1956 erwarb das Unternehmen ein größeres Fabrikgebäude in der Tuttlinger Kronenstraße, das Unternehmen hatte mittlerweile etwa 400 Mitarbeiter.
Im Jahr 1960 wurde der von Albert Sass und Hans Kollmorgen 1922 gegründete Berliner Endoskopie-Produzent Sass, Wolf & Co. übernommen. 1965 verkaufte Georg Andreas Henke das Unternehmen an den amerikanischen Mischkonzern Litton Industries. Der US-amerikanische Konzern führte die Produktion von Einmalspritzen aus Kunststoff ein. Im Jahr 1973 fusionierten Henke und die Berliner Sass, Wolf & Co. zur Henke-Sass, Wolf GmbH. Ende 1972 wurde die Endoskop-Produktion in Berlin aufgelöst und nach Tuttlingen verlegt. 1976 kaufte der heutige Firmeninhaber Jochen Busch die Firma Henke-Sass, Wolf. Seitdem konzentriert sich das Unternehmen auf die Herstellung von Produkten im Bereich der medizinischen Endoskopie, der Veterinärmedizin, Durchflussmesstechnik sowie der Herstellung von Spritzen und Kanülen. 1987 wurde im Tuttlinger Stadtteil Möhringen ein neues Werk errichtet. Das Gebäude im Industriegebiet Gänsäcker ist seit 2008 zudem der Hauptsitz. Aus dem Firmengebäude in der Kronenstraße entwickelte sich ab 2008 der heutige Hochschulcampus der Hochschule Furtwangen University. Henke-Sass, Wolf engagiert sich für den Förderverein des Hochschulcampus Tuttlingen.

## Besitzverhältnisse und Geschäftsführung
50,68 % der Anteile an Henke-Sass, Wolf gehören der Busch Vermögensverwaltungs GmbH. Im Jahr 2008 sind die Töchter von Firmeninhaber Jochen Busch, Kathrin McKenna und Nina Stackmann, als Gesellschafterinnen in die Unternehmensleitung eingetreten. Das Unternehmen wird von Henner Witte und Michael Appl geleitet.

## Standorte
Hauptstandort des Unternehmens ist Tuttlingen. Das Firmengelände an der Keltenstraße im Stadtteil Möhringen liegt zwischen dem Oberlauf der Donau und der Bundesstraße 311, etwa vier Kilometer westlich des Stadtzentrums. Das Gebäude wurde immer wieder erweitert und modernisiert und bietet eine Produktionsfläche von 15.500 Quadratmetern. Hier sind die Firmenleitung sowie die Bereiche Forschung und Entwicklung, Marketing und Vertrieb, Endmontage, Qualitätsprüfung und Service angesiedelt.

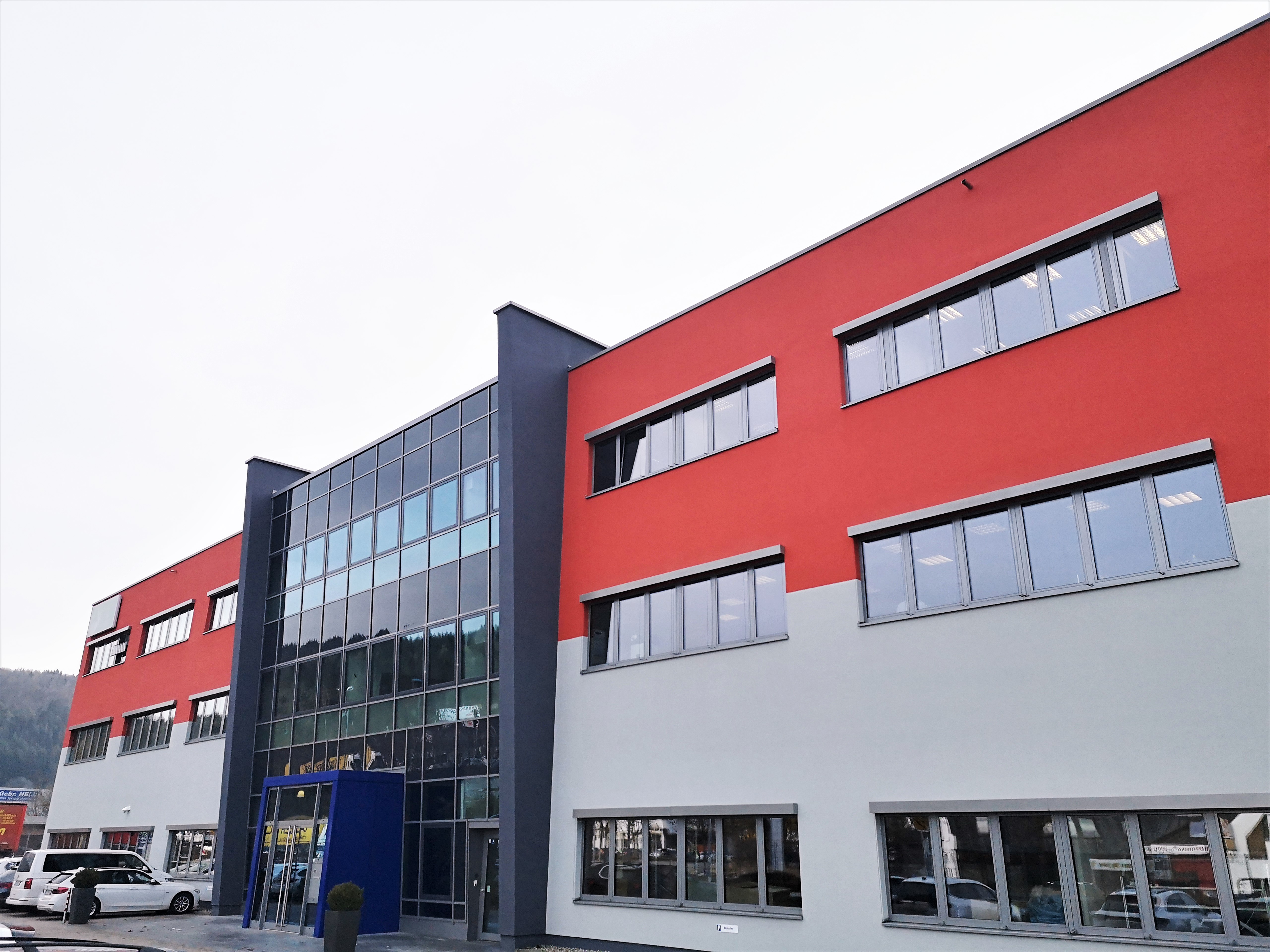
Der Hauptsitz von Henke-Sass, Wolf in Tuttlingen

Ein weiterer Standort ist die Henke-Sass, Wolf Mikrooptik GmbH in Nörten-Hardenberg bei Göttingen. Der Hersteller von hochpräzisen Mikro-Optik-Komponenten firmierte bis 1997 unter dem Namen Nolte & Grzeszik und ist seit 1997 eine hundertprozentige Tochter von Henke-Sass, Wolf.  Das Unternehmen stellt die Linsen und optischen Komponenten für die Endoskope her. Im Jahr 2015 wurde mit einem Neubau die Produktionsfläche für die Optik-Herstellung auf 4500 Quadratmeter erweitert. Seit 1991 besteht mit Henke-Sass, Wolf of America Inc. in Dudley (Massachusetts) eine Niederlassung in den USA mit 190 Mitarbeitern. Der Standort kümmert sich um den direkten Kundenkontakt auf dem nordamerikanischen Markt und um die Produktion von neuen Endoskopen.

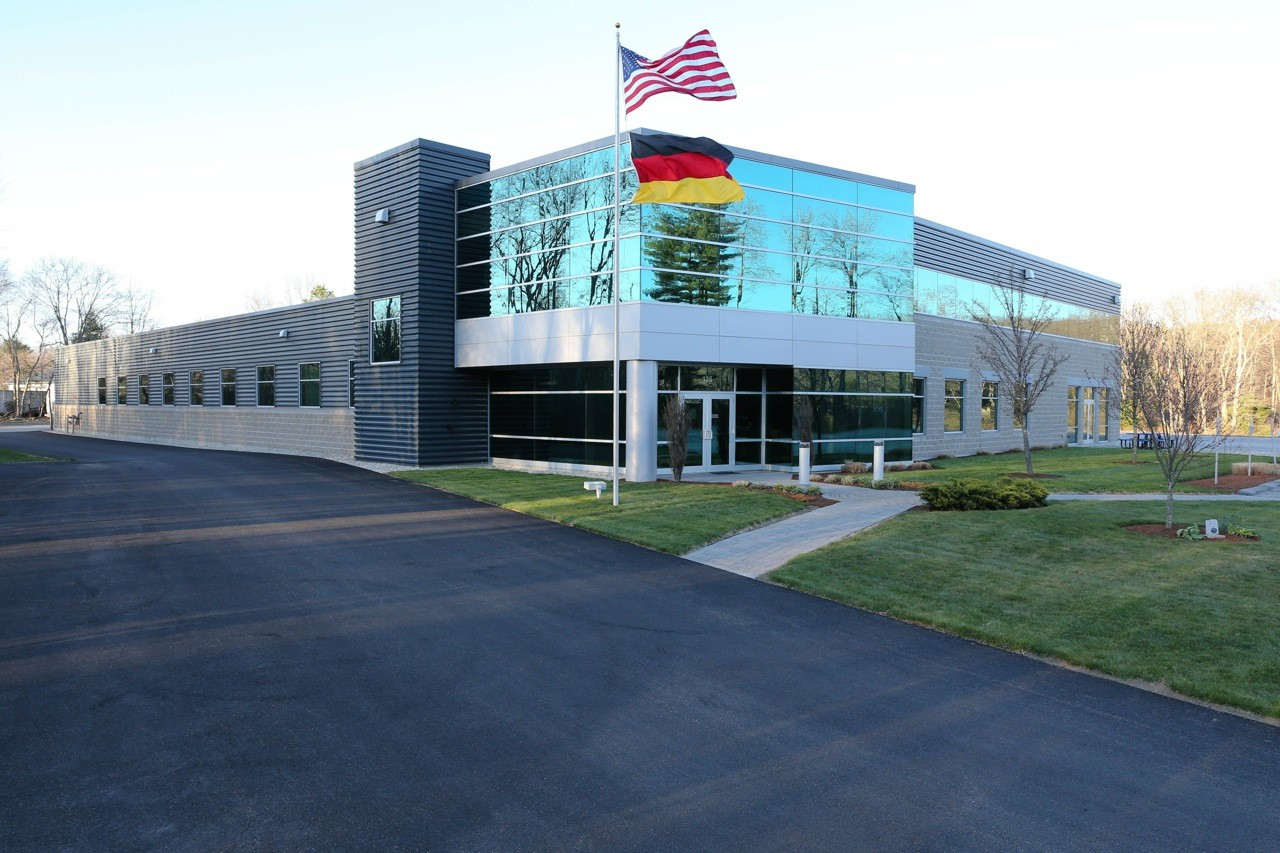
HSW of America ist die Niederlassung für den direkten Kundenkontakt auf dem nordamerikanischen Markt.

Im polnischen Nowy Tomyśl befindet sich seit 1994 im ein weiterer Standort. Von 2006 bis 2023 befand sich auch ein Standort in Qingdao im Osten der Volksrepublik China. Im Oktober 2015 wurde zudem die Klaus Wenkert Medizintechnik GmbH in Seitingen-Oberflacht akquiriert. Das Unternehmen zählt zu den führenden Erstausrüstern von Instrumenten für die Urologie und Gynäkologie. Seit Anfang 2019 gehört die XION GmbH ebenfalls zur Firmengruppe. Das Unternehmen mit 110 Mitarbeitern fertigt am Standort Berlin Instrumente, Geräte und Systeme für Anwendungen in der Endoskopie und minimalinvasiven Chirurgie sowie Software zur Patientenverwaltung, Befunddokumentation, Videoverarbeitung, Stimmanalyse.
2023 wurde im schweizerischen Diepoldsau Unternehmen Zünd Präzisionsoptik AG / Optivac AG übernommen, ein Hersteller von Komponenten im Mikrooptikbereich.

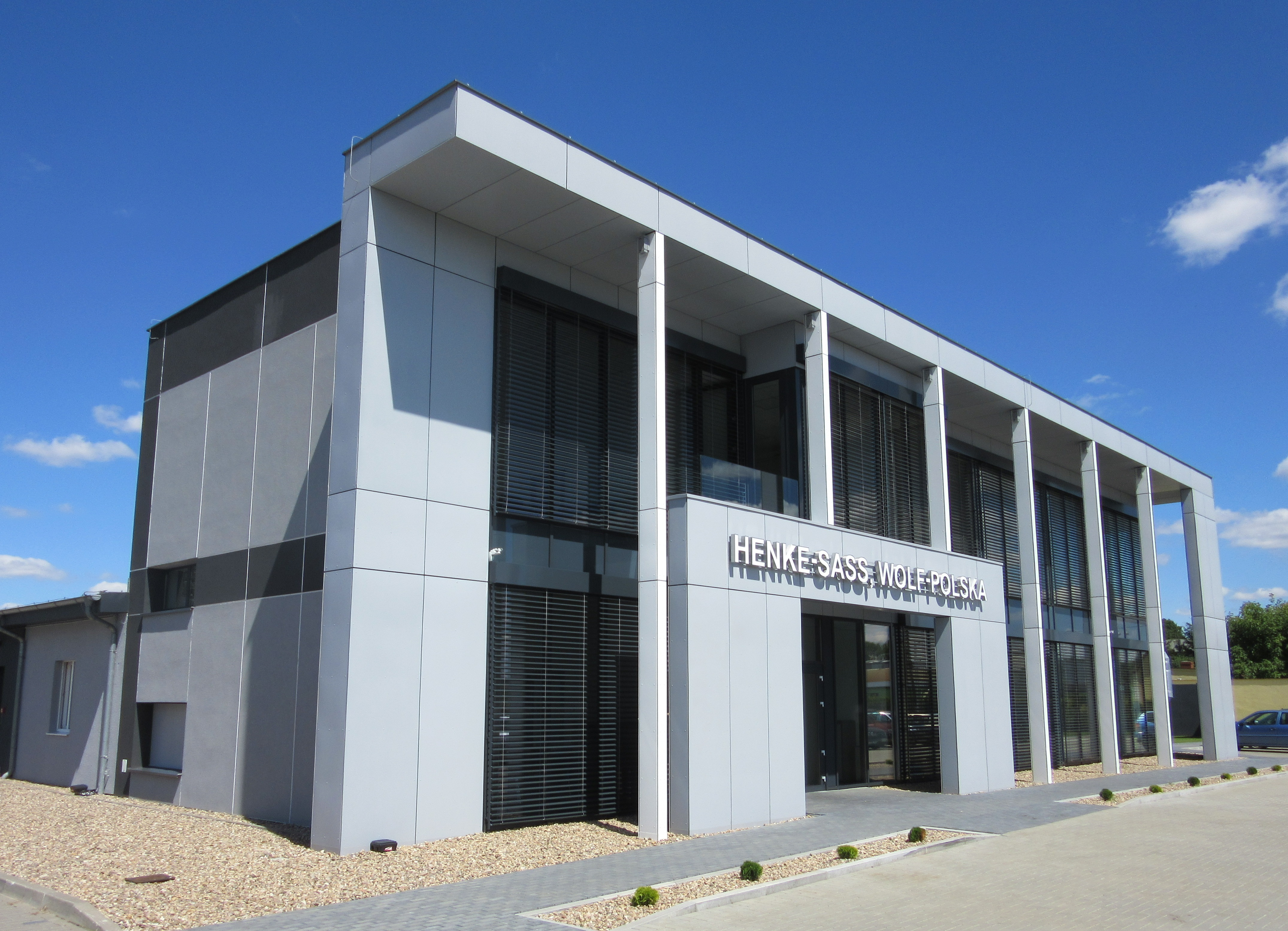
Das Werk in Nowy Tomysl ist ein Produktionsstandort mit langfristiger Entwicklungsperspektive.